# Enzo Enzo
Enzo Enzo (урождённая Корин Терновцефф фр. Corinne Ternovtzeff, род. 29 августа 1959 года в Париже) — французская певица. Отцом певицы был русский.

## Биография
В период 1981—1985 гг. была бас-гитаристкой во французском трио Lili Drop. В 1982 под именем Кёрины Новиз записала первые 45 сольных песен. В 1984 была выпущена ещё одна серия, также состоявшая из 45 песен, впервые подписанная как «Энцо Энцо». Следующие три года певица была неактивна, новый сингл появился только в 1988 г, после возвращения с Тихого океана.
В 1990 был выпущен первый альбом, разошедшийся тиражом в 100 тыс. экземпляров, после чего певица отправляется в двухлетний тур с остановками в Европе, Канаде и Японии.
В 1994 г. вышел второй альбом Deux. Его тираж достиг 350 тыс. проданных экземпляров. В этот года Энзо получает французские награды «лучшая песня года» и «Открытие года (женщины) — Révélation féminine de l’année».
В 1997 г. выпускается третий альбом — Oui, а в 1998 Энцо записывает саундтрек к телефильму La Clé des champs на музыку композитора Jean-Claude Vannier, после чего отправляется в очередное двухлетнее турне.
Четвёртый альбом 2001 г. Le jour d'à côté был скорее популярным, не похожим на предыдущие диски. Более поздние альбомы Энцо окупались с точки зрения продаж, но не достигали популярности первых дисков. Певица пробует свои силы во всех жанрах — от классики до детских песен. В 2006 г. она выступает на фестивале духовной музыки в Марокко в сопровождении детского хора и струнного оркестра. В декабре 2007 выходит альбом Chanson d’une maman («Песня одной мамы»), где в заголовке стоит надпись «Для детей, у которых есть мамы и папы, которые любят песни их родителей и наоборот». В альбоме есть ряд песен-римейков 1931—1958 гг. Следующие два года Энцо снова выпускает альбомы, использующие темы фильмов, мюзиклов, детских воспоминаний предыдущих лет.
В 2010 г., после выхода очередного альбома, представленного в Европе, она отправляется на гастроли. В это время у неё появляются новые авторы и композиторы, среди них — Julien Clerc и Bertrand Pierre из группы Pow woW. В феврале 2012 г. она становится Жанной Шираль (Jeanne Cherhal).
В 2013 г. создаёт новое шоу-дуэт с Eliott Weingand (гитара) и литературное кабаре Энцо Энцо, где Marie Nimier поёт и рассказывает тексты на музыку Art Mengo, Alain Lanty и Daniel Lavoie.
Певица играет не только на бас-гитаре, но также на фортепиано и саксофоне.
Певица воспитывает дочь.

## Дискография

### Альбомы
- 1990 Enzo Enzo
- 1994 Deux
- 1997 Oui
- 1999 Enfin seuls (avec Kent)
- 2001 Le jour d'à côté
- 2004 Paroli
- 2007 Chansons d’une maman
- 2008 3 histoires comme ça
- 2009 Clap !
- 2010 Têtue[2].
- 2011 Chansons d’une maman pour culottes courtes